# Limba spargă
Limba spargă este o limbă indo-europeană din grupul italic, și din subgrupul limbilor romanice de est, creată de poeta Nina Cassian. Aceasta este o limbă similară cu limba română în care o parte din substantive, verbe și adjective sunt înlocuite cu cuvinte inventate de poetă.

Într-un interviu, Nina Cassian a afirmat despre acest subiect următoarele: 
Limba „spargă” am inventat-o în 1946 (am pomenit doar de avangardismul meu, de propensiunea mea structurală spre „joc”). Ion Barbu mi-a interzis să includ acele „exerciții” în volumul meu de debut. Mult mai târziu le-am publicat în volumele Loto-Poeme (1972), în Jocuri de vacanță (1983), însumând până la ora asta, circa o duzină de „sparguri”, ba pe unul l-am tradus și în „sparga” engleză...

## Exemplu
Poezia Sonet, publicată în volumul „Loto-Poeme” (1972), este una dintre cele în care Nina Cassian a folosit numeroase cuvinte din limba „spargă”.
| Poezie în limba spargă |
| --- |
| În câmpul ce ițea de bruturează, A cțipitat un ptruț, ce-i drept cam bumbarbac, Dar zumbărala ghioală, încă trează, A cropoțit aproape, în cordac: Ce pisindreaua mea de brutușleagă, Și șomoiogul meu cu zdrolociță, Mi-ai bosfroholojit stroholojina! Țichi-mi-ai sima simibleagă! Morala: În lanțuri apa să se tragă! |